# John Langley (Filmproduzent)
John Russell Langley, Jr. (* 1. Juni 1943 in Oklahoma City;; † 26. Juni 2021 in Baja, Mexiko) war ein US-amerikanischer Drehbuchautor, Film- und Fernsehregisseur sowie Film- und Fernsehproduzent. Er gilt als Pionier des US-amerikanischen Reality-TV.

## Leben
Langley wuchs in Los Angeles auf und absolvierte nach seinem Militärdienst (1961–1963) ein Studium der Anglistik an der California State University in Dominguez Hills, das er 1971 mit dem Master abschloss. Ein kurzzeitig verfolgtes anschließendes Promotionsvorhaben brach er ab, um sich fortan Film und Fernsehen zu widmen, wo er hauptsächlich an Dokumentationen und Reality-TV-Produktionen beteiligt war.
1983 gewann er gemeinsam mit seinen Co-Produzenten für die Dokumentation The Cocaine Blues: The Myth and Reality of Cocaine, die sich mit Drogensüchtigen beschäftigte und bei der er auch für Drehbuch und Regie verantwortlich zeichnete, den CINE Golden Eagle Award in der Kategorie „Social Documentary“.
International bekannt wurde Langley durch die von ihm konzipierte Fernsehserie COPS, in der ein Kamerateam Polizeistreifen bei ihrer täglichen Arbeit begleitet. Seit 1989 wurden bis 2020 bei FOX über 1.100 Folgen ausgestrahlt. Die Serie brachte Langley gemeinsam mit seinen Co-Produzenten insgesamt vier Emmy-Nominierungen ein.
Langleys Produktion beeinflusste zahlreiche ähnlich gelagerte Sendungen und sorgte für einen regelrechten Boom an Reality-TV-Formaten. Mit den beiden Serien Street Patrol (einem seit 2008 ausgestrahlten Ableger aus COPS) und Inside American Jail (einer seit 2007 ausgestrahlten Reality-TV-Serie über den Gefängnisalltag verhafteter Straftäter), die er zusammen mit seinem Sohn Morgan Langley produziert, ist Langley daran auch selbst erfolgreich beteiligt.
1995 gründete Langley eine eigene Filmproduktionsfirma (Langley Films), die sich hauptsächlich der Produktion von Independent-Filmen widmet.
Im Februar 2011 wurde Langley auf dem Hollywood Walk of Fame mit einem Stern in der Kategorie Fernsehen geehrt.
Langley starb im Alter von 78 Jahren infolge eines Herzinfarktes.

## Auszeichnungen
Emmy
Nominierungen (als Produzent)
- 1989: Outstanding Informational Series (für COPS, zusammen mit Malcolm Barbour, Paul Stojanovich und Andy Thomas)
- 1990: Outstanding Informational Series (für COPS, zusammen mit Malcolm Barbour, Paul Stojanovich und Bertram van Munster)
- 1993: Outstanding Informational Series (für COPS, zusammen mit Malcolm Barbour, Karla Bair, Murray Jordan und Bertram van Munster)
- 1994: Outstanding Informational Series (für COPS, zusammen mit Malcolm Barbour, Karla Bair, Murray Jordan und Bertram van Munster)